# Nie zawiedź mnie
Nie zawiedź mnie – singel polskiej grupy muzycznej Virgin, wydany w 2004 nakładem wydawnictwa muzycznego Universal Music Polska. Singel został wydany w celach promujących drugi album studyjny zespołu, Bimbo, wydany 17 maja tego samego roku.
Tekst do utworu napisała Doda, zaś muzykę skomponował Tomasz Lubert.
Do utworu został nakręcony teledysk opowiadający historię pokłóconej ze swoim mężczyzną kobiety, która po awanturze z nim wyjeżdża do Paryża, jednak z tęsknoty postanawia ostatecznie wrócić.
Utwór promowany był w rozgłośniach radiowych i telewizyjnych na terenie całej Polski, ponadto jako jedyny w historii zespołu znalazł się na Liście Przebojów Programu Trzeciego, docierając do 41. pozycji.
Cztery lata po premierze utworu zespół Volver nagrał jego cover, wydany na ich debiutanckim albumie zatytułowanym 10 historii o miłości. Wykonanie utworu znalazło się również na koncertowym wydawnictwie Dody Fly High Tour – Doda Live (2013), pod nazwą „Set Romantyczny”, który składa się z medley’u piosenek „Nie zawiedź mnie”, „Dejanira” i „2 bajki”.

## Lista utworów
1. „Nie zawiedź mnie” – 3:11[8][9]